# 몰로됴즈나야역
몰로됴즈나야역(러시아어: Молодёжная)은 모스크바 지하철 아르바츠코 포크롭스카야 선의 역으로 쿤쳅스카야 역과 크릴라츠코예 역 사이에 위치한다.

## 역사
몰로됴즈나야 역은 1965년 필룝스카야 선의 일부 구간으로 개통되었다가 2008년 1월 7일부터 본 역은 42년동안 유지해오던 노선으로부터 분리되었다.

## 구조
기둥과 트라이스팬의 디자인을 갖고 있다. 기둥은 흰색 대리석으로 위아래에 분홍색 대리석 띠가 있고, 벽은 타일로 장식되어 있다.